# Ludlow (hrad)
Ludlow je velká zřícenina hradu, která se nachází ve městě Ludlow v anglickém hrabství Shropshire. Stojí na vyvýšeném místě s výhledem na řeku Teme. Majiteli hradu jsou hrabata z Powisu. Hrad je přístupný veřejnosti, každým rokem sem zavítá přes 50 000 návštěvníků.

## Historie hradu

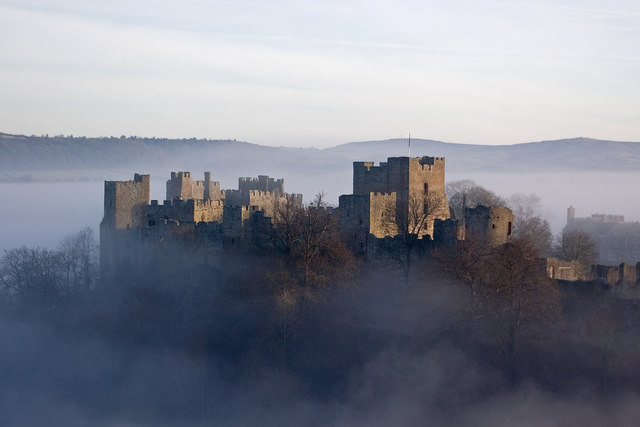
Hrad Ludlow

### Prvopočátky hradu
Hrad se začal stavět na konci 11. století jako pohraniční pevnost patřící markraběti (Marcher Lord) Rogerovi de Lacy. První zmínka pochází z roku 1138. Hrad tehdy vlastnil rod de Lacy. Roku 1224 se anglický král Jindřich III. Plantagenet setkal na hradě Ludlow s Llywelynem Velikým, waleským knížetem, aby podepsali smlouvu s canterburským arcibiskupem Stephenem Langtonem. Na začátku 14. století proběhla rekonstrukce, kterou naplánoval Roger Mortimer, díky níž se z hradu stal nádherný palác.
Roku 1402 se na hradě narodil Edmund Mortimer, který je známý velkou bitvou – se svou armádou se střetl s vojskem Owaina Glyndŵra. Bitva, známa jako Bitva Bryn Glas, se odehrála v údolí řeky Lugg. Edmund byl poražen, zajat a nakonec si musel vzít za manželku jednu Glyndŵrovu dceru, s níž měl později 4 děti.

### Hrad jako součást královského majetku
V 15. století, kdy hrad vlastnil Richard Plantagenet, vévoda z Yorku, byl hrad hlavní základnou za války růží a roku 1459 se ho zmocnili Lancasterové. Ale už v roce 1461 se hrad vrátil zpět do rukou Yorkům. Potom se Ludlow stal královským palácem. Roku 1472 poslal Eduard IV. své syny Eduarda, prince z Walesu a Richarda na hrad Ludlow, který byl v té době též sídlem vlády Walesu a příhraničních hrabství. Tak se Ludlow prakticky stal hlavním městem Walesu.

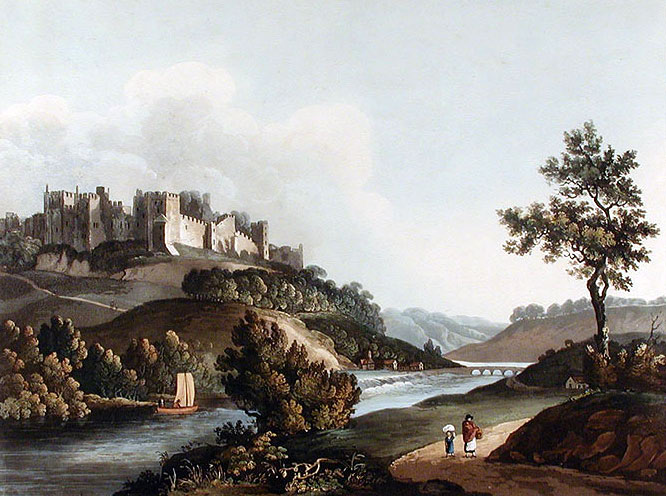
Hrad v roce 1812

Roku 1501 na hradě jistou dobu před smrtí žil i princ Artur Tudor, syn Jindřicha VII. a bratr Jindřicha VIII., se svou manželkou Kateřinou Aragonskou. Marie, dcera Kateřiny Aragonské a Jindřicha VIII., tu spolu se svou družinou zaměstnanců, poradců a strážců strávila tři zimy v letech 1525 až 1528.

### Občanská válka a úpadek hradu
V době anglické občanské války v letech 1642 až 1648 byl hrad Ludlow královskou pevností a byl obléhán stoupenci parlamentarismu, ale nakonec hrad kapituloval, čímž se vyhnul poškození a porážce. Roku 1669 za vlády Viléma III. Oranžského a jeho manželky Marie byly administrativní orgány přemístěny do Londýna. Roku 1689 založil lord Herbert z Chirbury na hradě Královský waleský mušketýrský pluk. Ale krátce poté byl hrad opuštěn a postupně chátral. Roku 1811 koupil ruiny od krále druhý hrabě z Powisu. Tato rodina vlastní hrad dodnes.

### Popis hradu

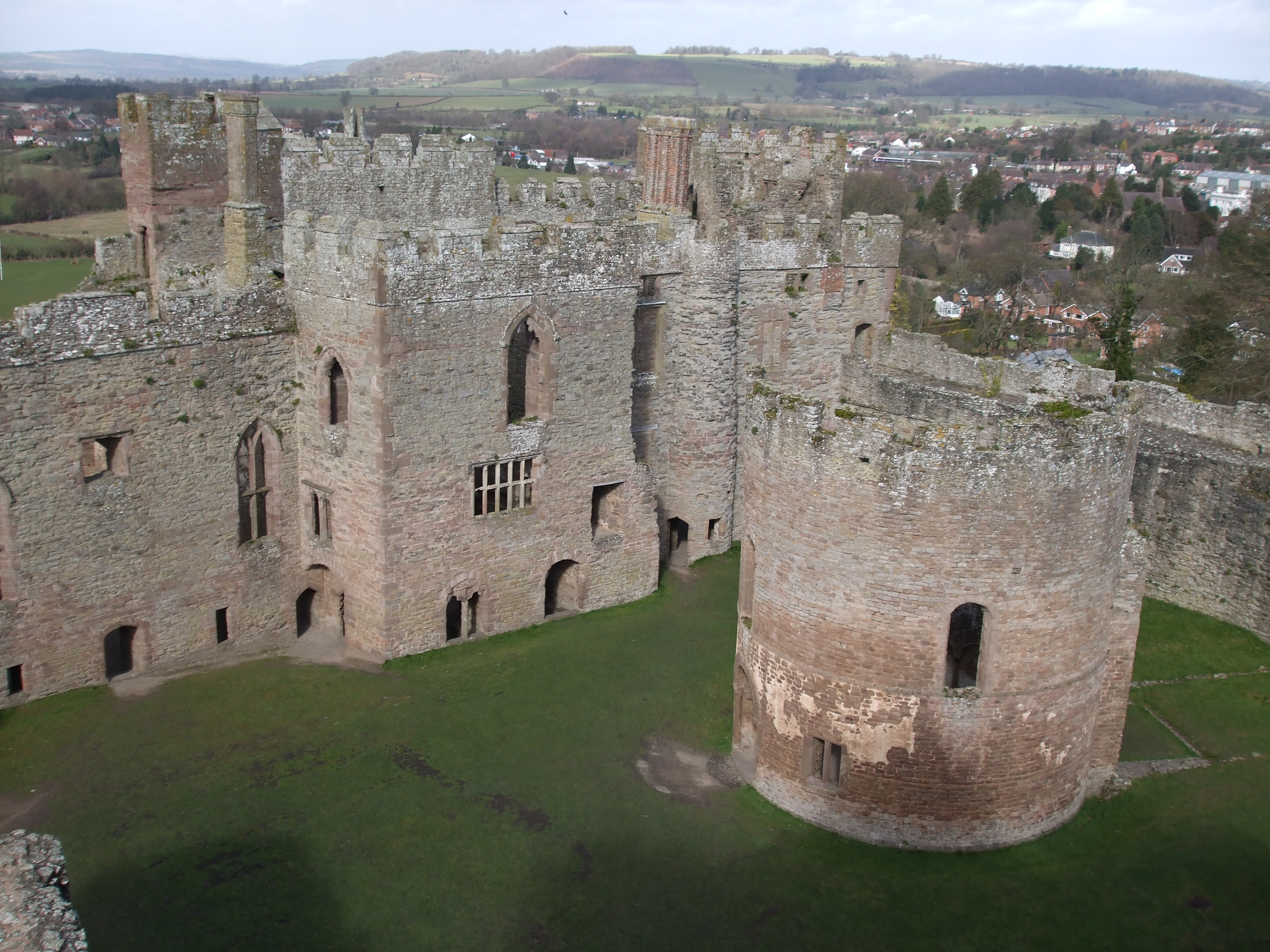
Celkový pohled

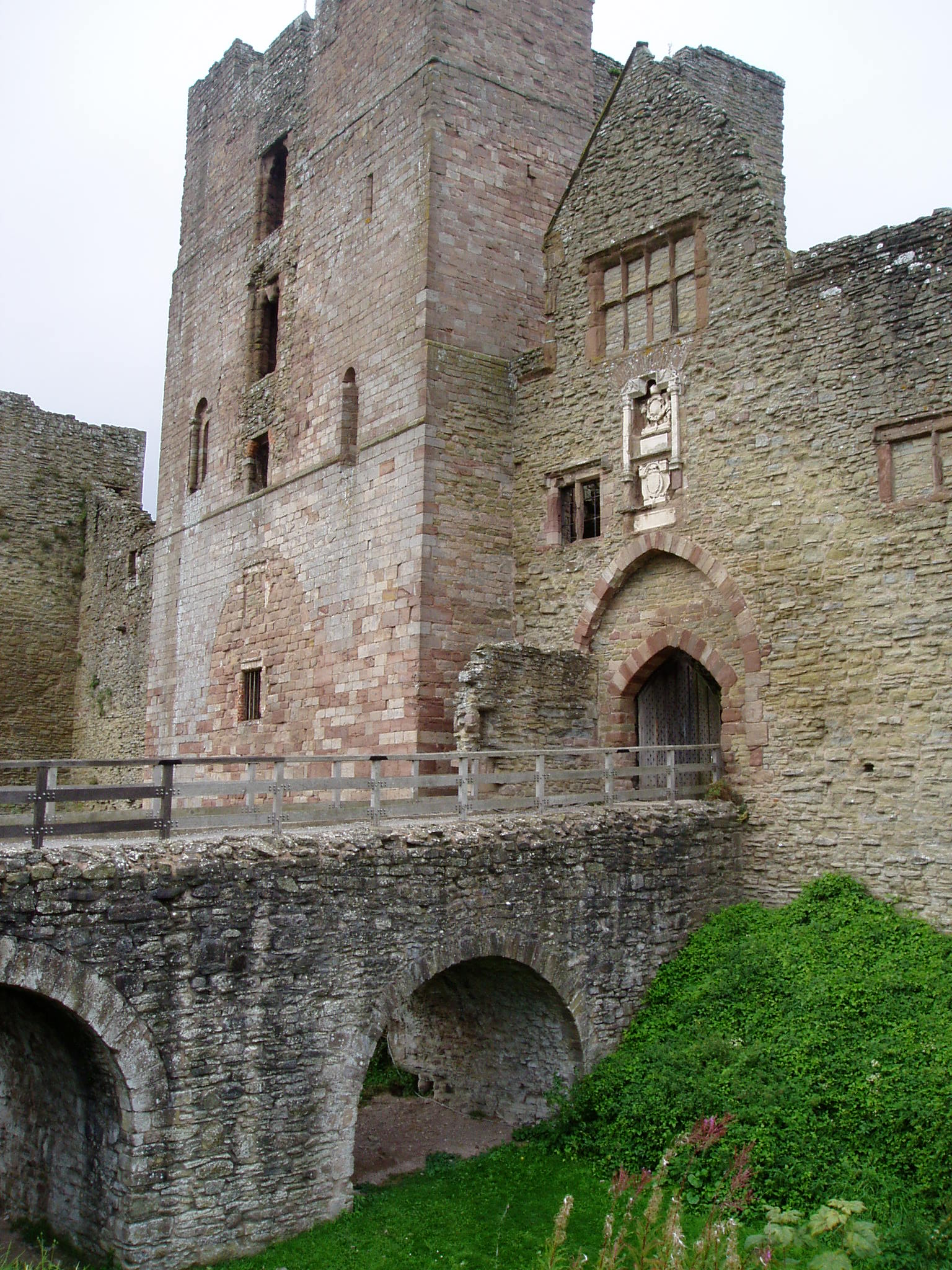
Vstupní brána

Hrad je značně rozsáhlý, má obdélníkový tvar s podhradím a hlavním vstupem na východní straně. Ze západní části hradu je výhled na řeku. Severozápadní roh uzavírá další stěna, která tvoří vnitřní část a jádro hradu. Do hradu se vstupuje přes most nacházející se v pravé části donjonu. Vnitřní část obsahuje obytné budovy, které jsou charakteristické velkými okny, z nichž je výhled na nádvoří. Kromě toho je vnitřní část zajímavá i tím, že se v ní nacházejí pozůstatky neobvyklé kaple, která má kruhové kněžiště, což připomíná Temple Church v Londýně.
Dlouhá historie hradu se odráží v jeho pestré architektuře, která zahrnuje i normanské, středověké a tudorovské prvky.